# 基普岩
基普岩（英語：Keep Rock）是南極洲的岩石，座標62°48′S 61°37′W / 62.800°S 61.617°W，位於南設得蘭群島的雪島，處於城堡岩西南面1.5公里，由英國南極名稱諮詢委員會命名，現時由南極條約體系管理。